# Арратия-Нервион
Арратия-Нервион (исп. Arratia-Nervión, баск. Arratia-Nerbioi) — район (комарка) в Испании, входит в провинцию Бискайя в составе автономного сообщества Страна Басков.

## Муниципалитеты
1. Аракальдо
2. Арансасу
3. Арранкудиага
4. Артеа
5. Сеанури
6. Себерио
7. Дима (Бискайя)
8. Лемона
9. Миравальес
10. Очандиано
11. Ордуния
12. Ороско
13. Убиде
14. Вильяро
15. Юрре